# Phare de Minnesota Point
 (décembre 2023).
Si vous disposez d'ouvrages ou d'articles de référence ou si vous connaissez des sites web de qualité traitant du thème abordé ici, merci de compléter l'article en donnant les références utiles à sa vérifiabilité et en les liant à la section « Notes et références ».

Le phare de Minnesota Point (en anglais : Minnesota Point Light), était un phare du lac Supérieur situé sur Minnesota Point (en) à Duluth, dans le comté de St. Louis, Minnesota.
Ce phare est inscrit au Registre national des lieux historiques depuis le 27 décembre 1974 sous le n° 74002206.

## Historique
Construit en 1858, il fut le premier phare de l'État, mais c'est maintenant une tour en ruine tronquée. La ruine a été inscrite au registre national des lieux historiques en 1974 pour son importance au niveau de l'État dans le thème des transports. Il a été nommé pour être le premier phare à haute puissance sur le lac Supérieur et le point zéro pour tous les levés originaux du lac.

## Description
Le phare  est une tour cylindrique avec des jambages à claire-voie en acier de 20,5 m de haut, avec une double galerie et une lanterne. Le phare est peint en noir et la salle de lanterne est blanche au toit noir.
Son feu isophase émet, à une hauteur focale de 21 m, un éclat blanc de 0.5 seconde par période de 5 secondes. Sa portée est de 15 milles nautiques (environ 28 km). Il est équipé d'une corne de brume émettant deux souffles de 3 secondes par minute, du premier avril au premier décembre.
Identifiant : ARLHS : USA-499 .

### Lien connexe
- Liste des phares au Minnesota